# Iris Berben
Iris Berben (Detmold, 1950. augusztus 12. –) német színésznő. Legismertebb szerepe Evelyn von Guldenburg A Guldenburgok öröksége című német tévésorozatból.

## Élete
Iris Berben 1950-ben született Detmoldban Oliver Berben producer gyermekeként. 1978-ban levetkőzött a német playboy-ban. Több filmje, sorozata jutott el hozzánk. Korábban megküzdött a drogokkal és az alkohollal. Egy átzüllött éjszaka után letette az önpusztító pótszereket. Ezután rendbe hozta a magánéletét.

## Magánélete
2006-ban elvált a férjétől, akivel több mint 30 évig élt együtt. 2008-ban összejött egy kaszkadőrrel, és megint boldog. Van egy fia.

## Filmjei, sorozatai
- 1969: Az üvegszemű ember (Der Mann mit dem Glasauge); Ann
- 1970: Egy kincskereső Mexikóban (Vamos a matar, compañeros); Lola
- 1971: Supergirl – Das Mädchen von den Sternen; Fancesca Farnese, a szuperlány
- 1971: A felügyelő (Der Kommissar); tévésorozat; divatmodell
- 1972–1973: Mogador lakói (Les gens de Mogador); tévésorozat; Isabelle Vernet
- 1978: Mennyei leányzók (Zwei himmlische Töchter); tévé-minisorozat; Chantal
- 19771–1978: Derrick; tévésorozat; Isabella / Rosy Kramer
- 1981: Ó, kedves Harry! (Ach du lieber Harry); Jane
- 1977–1982: Az Öreg (Der Alte); televíziós sorozat; több szerepben
- 1984: Rallye Paris–Dakar; Vera Beck
- 1987: Álomhajó (Das Traumschiff); tévésorozat; Christiane
- 1987–1991: A boldog család (Die glückliche Familie); Dr. Sellner
- 1988: A négyszög (Das Viereck); tévéfilm; főszereplő
- 1989: Pumukli kalandjai (Meister Eder und sein Pumuckl); Windlechner asszony
- 1990: Berlini ügyvéd (Liebling Kreuzberg); tévésorozat; Nora Schill
- 1987–1990: A Guldenburgok öröksége (Das Erbe der Guldenburgs); tévésorozat; Evelyn Lauritzen
- 1991: A békakirály (Zabí král); a királynő
- 1993: Férjet keresek a feleségemnek / Lecserél a feleségem (Ein Mann für meine Frau); tévéfilm; Susanne Ahlemann
- 1993: Sommerliebe; tévéfilm; Franziska
- 1995: Rudi, malac a családban (Rennschwein Rudi Rüssel); Almut Gützkow
- 1995: Szerelem az ellenséggel (Verliebte Feinde); Kristina Bouvier
- 1998: Andrea és Marie (Andrea und Marie); tévéfilm; Marie
- 1998: Szép vagyok? (¿Bin ich schön?); Rita
- 1998: Frau Rettich, die Czerni und ich; Renate Czerni
- 2000: Das Teufelsweib; tévéfilm; Lea Hoffmann
- 2002: Fahr zur Hölle, Schwester!; tévéfilm; Claire
- 2002: Dienstreise:Was für eine Nacht; tévéfilm; Rita Lehmann
- 2004: Szép menyasszony feketében (Die schöne Braut in Schwarz); tévéfilm; Sylvia Rosch
- 2004: Schöne Witwen küssen besser; tévéfilm; Corinna Herrmann
- 2005: A pátriárka (Die Patriarchin); tévé-minisorozat; Nina Vandenberg
- 2006: Silberzochzeit; tévéfilm; Alma
- 2006: Die Mauer – Berlin ’61; tévéfilm; Lavinia Kellermann
- 2007: Reggeli egy ismeretlennel (Frühstück mit einer Unbekannten); kancellárnő
- 1994–2013: Rosa Roth; tévésorozat; Rosa Roth
- 2008: Der russische Geliebte; tévéfilm, Julia
- 2008: A Buddenbrook család (Buddenbrooks); Elisabeth „Betsy” Buddenbroook
- 2009: Krupp – Eine deutsche Familie; tévé-minisorozat; id. Bertha Krupp
- 2009: Es kommt der Tag; Judith
- 2010: Tigrisek bandája – Az Ezer Sárkány hegye (Tiger Team - Der Berg der 1000 Drachen); Lady Q
- 2010: Borsószem hercegkisasszony (Die Prinzessin auf der Erbse); tévéfilm; a király nővére
- 2011: Szerelmes évek (Liebesjahre); tévéfilm; Vera
- 2012: A helyzet reménytelen, de nem súlyos (Anleitung zum Unglücklichsein); Tiffany mamája
- 2013: Ein weites Herz: Schicksalsjahre einer deutschen Familie; tévéfilm; Petra Vermehren
- 2013: Der Clan – Die Geschichte der Familie Wagner; tévéfilm; Cosima Wagner
- 2014: Miss Sixty; Luise Jansen
- 2014: Das Zeugenhaus; tévéfilm; Belavar grófnő
- 2015: Eddie, a sas (Eddie the Eagle); Petra
- 2016: Conni és társai (Conni & Co.); Marianne Klawitter nagymama
- 2017: Conni és társai – A T-Rex titka (Conni und Co 2 - Das Geheimnis des T-Rex); Marianne Klawitter nagymama
- 2017: Jugend ohne Gott; igazgatónő
- 2018: Mit szólnátok az Adolfhoz? (Der Vorname); Dorothea
- 2022: A szomorúság háromszöge (Triangle of Sadness); Therese
- 2023: Paradise; tévéfilm; Olivia Theissen